# Hodder & Stoughton
Hodder & Stoughton é uma editora britânica, agora uma marca da Hachette.